# Koekiemonster

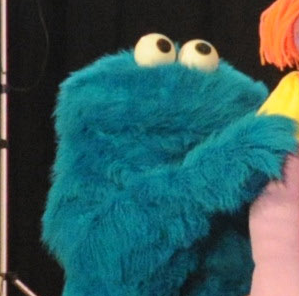
Koekiemonster

Koekiemonster (Engels: Cookie Monster) is een handpop uit het oorspronkelijk Amerikaanse kinderprogramma Sesame Street (in het Nederlands bekend als Sesamstraat).
Zijn echte naam is Sid; "Koekiemonster" is een koosnaampje. Echter wordt zijn echte naam niet in de Nederlandse versie onthuld. 

## Stem
De stem van  het personage werd oorspronkelijk ingesproken door Frank Oz, later door David Rudman. De nagesynchroniseerde Nederlandse stem werd eenmalig ingesproken door Peter Piekos. Tussen 1976 en 2018 werd dit gedaan door Hero Muller en sinds 2018 door Sander de Heer. 
In de originele versie spreekt Koekiemonster veelal in grammaticaal onjuiste zinnen. Het Nederlandstalige Koekiemonster vormt daarentegen correcte zinnen.

## Achtergrond
Koekiemonster vertoont qua uiterlijk enige overeenkomst met Grover en Harry, twee andere vaste personages uit het programma. Hij een blauw monster met grote ronde ogen, waarin losbewegende pupillen zitten. 
Hij is over het algemeen een vriendelijk monster, dat hoofdzakelijk of bijna alleen geïnteresseerd is in het eten van koekjes en alles wat er ook maar op lijkt. Als hij geen "koekies" tot zijn beschikking heeft, zal hij echter al het andere wat in zijn buurt is gaarne opeten.  
Er zijn ook filmpjes met Koekiemonster waarin hij, net als andere Sesamstraatbewoners, het eten van gezondere producten aanmoedigt. 

## Bekende liedjes
- De Koekjestrein
- Koekie Disco: parodie op Isaac Hayes' Theme from Shaft
- Verloor m'n Koekje in de Disco; oorspronkelijk opgenomen voor het album Sesame Disco uit 1979; in Nederland werd het de titelsong van een 'gewone' verzamelplaat. Berget Lewis zong het in 1999 bij het 25-jarig jubileumconcert van de Nederlandse Sesamstraat.
- Op de melodie van Hey Jude zingen Koekiemonster en de Beetles hun voorliefde voor lekker eten.
- Geef Mij Maar een Zachtgekookt Koekie (samen met Ernie)
- If Moon Was Cookie, in het Nederlands eerst vertaald als Als De Maan van Koek Was, later als Was Maan Een Koekie. In het filmpje zijn enkele oorspronkelijke fragmenten hergebruikt.
- Handful Of Crumbs (Nederlands: Een Handje Vol Kruimels)